# Anisodes rufulata
Anisodes rufulata là một loài bướm đêm trong họ Geometridae.